# Venca
Venca és un lloc web de comerç electrònic i de venda per catàleg. En les dècades del 1980 i 1990 la seva roba assequible arribava per correu a qualsevol indret de l'Estat espanyol. El 1997 es va presentar venca.es, el primer e-commerce electrònic de moda a l'Estat, i el 2006 la companyia va entrar al mercat portuguès.
El 2019, la companyia va presentar un marketplace amb una col·lecció pròpia adreçada al públic femení. Amb seu a Vilanova i la Geltrú i una plataforma logística de 42.000 metres quadrats, Venca pertany al grup Digital Lola.
L'esforç de digitalització del 2019 no va reeixir, el 2021 va tenir unes pèrdues de 5,6 milions d'euros i, a principis de 2022, va haver de deixar de pagar a proveïdors i va acabar presentant un concurs de creditors que va conduir a un procés de liquidació a principis del 2024.